# François Chauveau (abbé)
François Chauveau (mort le  23 mai 1532) ecclésiastique breton qui fut abbé de l'abbaye Saint-Melaine à Rennes en 1523 jusqu'à sa mort.

## Biographie
François Chauveau prieur de Brégain, succède à son oncle l'abbé Noël du Margat sur résiliation de ce dernier. Il obtient ses bulles le 23 novembre 1523 toutefois dès le 2 juin suivant le temporel de l'abbaye est placé sous saisi et qui permet de penser qu'il ne fut peut-être qu'un coadjuteur et il meurt le 23 mai 1532. Il est cependant considéré comme le dernier abbé régulier de Saint-Mélaine.

## Armoiries
Sa famille portait d'azur au léopard d'or, au chef d'argent chargé de trois étoiles de gueules.